# 戴尔芬·兰萨克
戴尔芬·兰萨克（法語：Delphine Lansac，1995年7月18日—），法國女子羽毛球運動員。

## 簡歷
2013年3月，戴尔芬·兰萨克代表法國出戰在土耳其安卡拉舉行的歐洲青年羽毛球錦標賽，贏得女子單打比賽季軍。同年10月，她出戰愛爾蘭未來系列賽，贏得女子單打比賽冠軍。
2015年8月，戴尔芬·兰萨克參加印尼雅加達舉行的世界羽毛球錦標賽，出戰女子單打項目。她在首圈以2-0擊敗俄羅斯選手娜塔莉亚·佩米诺娃晉級，但在第二圈就以0比2（18-21、9-21）不敵15號種子、泰國的布桑兰·恩布鲁庞出局。
2017年8月，兰萨克參加蘇格蘭格拉斯哥舉行的世界羽毛球錦標賽，出戰女子單打項目，首圈就以0比2（19-21、16-21）不敵俄羅斯的叶夫根尼娅·科泽茨卡亚出局。

## 主要比賽成績
只列出曾進入準決賽的國際賽事成績：
| 年份   | 賽事                     | 公開賽級別 | 項目     | 拍檔          | 成績   |
| ------ | ------------------------ | ---------- | -------- | ------------- | ------ |
| 2012年 | 瑞士羽毛球國際賽         | 國際挑戰賽 | 女子單打 | －            | 準決賽 |
| 2013年 | 愛沙尼亞羽毛球國際賽     | 國際系列賽 | 女子單打 | －            | 準決賽 |
| 2013年 | 歐洲青年羽毛球錦標賽     | 其他       | 混合團體 | －            | 亞軍   |
| 2013年 | 歐洲青年羽毛球錦標賽     | 其他       | 女子單打 | －            | 準決賽 |
| 2013年 | 葡萄牙羽毛球國際賽       | 國際系列賽 | 女子單打 | －            | 準決賽 |
| 2013年 | 愛爾蘭羽毛球未來系列賽   | 未來系列賽 | 女子單打 | －            | 冠軍   |
| 2014年 | 愛沙尼亞羽毛球國際賽     | 國際系列賽 | 女子單打 | －            | 準決賽 |
| 2014年 | 羅馬尼亞羽毛球國際賽     | 國際系列賽 | 女子單打 | －            | 冠軍   |
| 2014年 | 荷蘭羽毛球國際賽         | 國際系列賽 | 女子單打 | －            | 準決賽 |
| 2014年 | 斯洛文尼亞羽毛球國際賽   | 國際系列賽 | 女子雙打 | Stacey Guerin | 準決賽 |
| 2014年 | 西班牙羽毛球公開賽       | 國際挑戰賽 | 女子單打 | －            | 準決賽 |
| 2014年 | 瑞士羽毛球國際賽         | 國際挑戰賽 | 女子雙打 | 埃米莉·拉菲尔 | 準決賽 |
| 2014年 | 意大利羽毛球國際賽       | 國際挑戰賽 | 女子雙打 | 埃米莉·拉菲尔 | 準決賽 |
| 2015年 | 奧爾良羽毛球國際挑戰賽   | 國際挑戰賽 | 女子雙打 | 埃米莉·拉菲尔 | 準決賽 |
| 2015年 | 芬蘭羽毛球公開賽         | 國際挑戰賽 | 女子雙打 | 埃米莉·拉菲尔 | 亞軍   |
| 2015年 | 秘魯羽毛球國際賽         | 國際挑戰賽 | 女子雙打 | 埃米莉·拉菲尔 | 冠軍   |
| 2015年 | 斯里蘭卡羽毛球國際挑戰賽 | 國際挑戰賽 | 女子單打 | －            | 準決賽 |
| 2015年 | 瑞士羽毛球國際賽         | 國際挑戰賽 | 女子單打 | －            | 準決賽 |
| 2015年 | 土耳其梅爾辛羽毛球國際賽 | 國際挑戰賽 | 女子單打 | －            | 準決賽 |
| 2016年 | 波蘭羽毛球公開賽         | 國際挑戰賽 | 女子單打 | －            | 冠軍   |
| 2017年 | 愛沙尼亞羽毛球國際賽     | 國際系列賽 | 女子單打 | －            | 冠軍   |
| 2017年 | 捷克羽毛球公開賽         | 國際挑戰賽 | 女子單打 | －            | 準決賽 |

| 2007-2017年 | 首要超級賽 | 超級賽 | 黃金大獎賽 | 大獎賽 | 國際挑戰賽 | 國際系列賽 | 未來系列賽 | 其他 |

| 2018-2026年 | 總決賽 | 超級1000賽 | 超級750賽 | 超級500賽 | 超級300賽 | 超級100賽 | 國際挑戰賽 | 國際系列賽 | 未來系列賽 | 其他 |

### 奧運會和世錦賽參賽紀錄
|          | 搭檔          | 2015 | 2016       | 2017 |
| -------- | ------------- | ---- | ---------- | ---- |
| 女子單打 | －            | 32強 | 小組第三名 | 48強 |
|          |               |      |            |      |
| 女子雙打 | 埃米莉·拉菲尔 | 32強 | －         | －   |